# Philippe Levenard

Philippe Levenard est un footballeur professionnel français né le 6 février 1965 à Pero-Casevecchie. Il évoluait au poste de défenseur. 

## Biographie

### En club
Formé au SC Bastia, il joue son premier match en D1 le 28 avril 1984 lors de la rencontre Bordeaux - Bastia (2-1). Lors de son passage au club, il évolue principalement avec l'équipe réserve en Division 3 et Division 4.
En 1986, il rejoint le GFC Ajaccio en D2. Il participe au maintien du club et atteint la finale de la Coupe de Corse, perdue aux tirs au but (1-1 4-2) face au FA Île-Rousse.
En 1987, il rejoint le CS Sedan pour une saison. Le club termine alors 5ème de son groupe de Division 3.
La saison suivante, il retrouve la deuxième division du côté du SCO Angers. En 1992-1993, le club finit premier de son groupe et se voit promu malgré la défaite en finale face au FC Martigues. Il découvre la Division 1 en 1993-1994. Malheureusement, Angers termine bon dernier et il quitte le club.
Il reste dans l'élite puisqu'il rejoint le LOSC Lille. Il passe trois saisons au club quittant celui-ci en 1997 lorsqu'il est relégué en D2. 
Il rejoint alors le Stade rennais FC. Lors de la première partie de saison il ne dispute que deux rencontres et joue principalement avec l'équipe réserve en CFA. Il quitte le club en janvier 1998.
Il retourne alors sur son île natale du côté du Borgo FC en CFA. L'équipe finit relégable et il décide de prendre sa retraite.
Au total, il dispute 100 matchs en Division 1 et 145 matchs en Division 2.

### En sélection
Le 30 août 1992, il honore sa première sélection avec la Corse. La Squadra Corsa tient alors la Juventus en échec 0-0.

## Palmarès
| GFC Ajaccio - Coupe de Corse : - Finaliste : 1986-87. SCO Angers - Division 2 : - Vice-champion : 1992-93 |